# Championnat de France de rugby à XIII 1981-1982
Navigation
Édition précédente Édition suivante
Le Championnat de France de rugby à XIII 1981-1982 oppose pour la saison 1981-1982 les meilleures équipes françaises de rugby à XIII au nombre de quatorze.
A l'issue de cette saison, le XIII Catalan retrouve son titre de champion  en finale face à son voisin, Saint-Estève, qui l'affronte sans aucun « complexe » .

## Liste des équipes en compétition
| Albi Avignon Cavaillon Carcassonne Lézignan Limoux Pamiers Pia Roanne XIII Catalan Saint-Estève Toulouse Villefranche Villeneuve |

## Classement de la première phase
| Classement | Club               | Points |
| 1er        | Avignon            | 60     |
| 2e         | XIII Catalan       | 60     |
| 3e         | Le Pontet          | 59     |
| 4e         | Pia                | 57     |
| 5e         | Saint-Estève       | 56     |
| 6e         | Lézignan           | 56     |
| 7e         | Carcassonne        | 56     |
| 8e         | Tonneins           | 51     |
| 9e         | Roanne             | 51     |
| 10e        | Villeneuve-sur-Lot | 48     |
| 11e        | Saint-Gaudens      | 46     |
| 12e        | Albi               | 46     |
| 13e        | Pamiers            | 46     |
| 14e        | Carpentras         | 34     |

|  | Qualifié pour les quarts-de-finale |

Limoux (1er du groupe B) et La Réole  (2e du groupe B) sont également qualifiés pour les quarts de finale du Championnat.

### Tableau final
|  | Quarts de finale               | Quarts de finale               |              |    | Demi-finales                | Demi-finales                |  |  | Finale     | Finale     |
|  | Quarts de finale               | Quarts de finale               |              |    | Demi-finales                | Demi-finales                |  |  | Finale     | Finale     |
|  |                                |                                |              |    |                             |                             |  |  |            |            |
|  | le 25 avril 1982 à Carcassonne | le 25 avril 1982 à Carcassonne |              |    | le 9 mai 1982 à Carcassonne | le 9 mai 1982 à Carcassonne |  |  | à Toulouse | à Toulouse |
|  | le 25 avril 1982 à Carcassonne | le 25 avril 1982 à Carcassonne |              |    | le 9 mai 1982 à Carcassonne | le 9 mai 1982 à Carcassonne |  |  | à Toulouse | à Toulouse |
|  | XIII Catalan                   | 12                             |              |    | le 9 mai 1982 à Carcassonne | le 9 mai 1982 à Carcassonne |  |  | à Toulouse | à Toulouse |
|  | XIII Catalan                   | 12                             |              |    | le 9 mai 1982 à Carcassonne | le 9 mai 1982 à Carcassonne |  |  | à Toulouse | à Toulouse |
|  | Limoux                         | 7                              |              |    | le 9 mai 1982 à Carcassonne | le 9 mai 1982 à Carcassonne |  |  | à Toulouse | à Toulouse |
|  | Limoux                         | 7                              | XIII Catalan | 21 |                             |                             |  |  | à Toulouse | à Toulouse |
|  | le 25 avril 1982 à Marseille   |                                | XIII Catalan | 21 |                             |                             |  |  | à Toulouse | à Toulouse |
|  |                                | Lézignan                       | 0            |    |                             |                             |  |  | à Toulouse | à Toulouse |
|  | Lézignan                       | Lézignan                       | 0            | 17 |                             |                             |  |  | à Toulouse | à Toulouse |
|  | Lézignan                       |                                |              | 17 |                             |                             |  |  | à Toulouse | à Toulouse |
|  | Le Pontet                      | 16                             |              |    |                             |                             |  |  | à Toulouse | à Toulouse |
|  | Le Pontet                      | 16                             | XIII Catalan | 21 |                             |                             |  |  |            |            |
|  | le 25 avril 1982 à Perpignan   |                                | XIII Catalan | 21 |                             |                             |  |  |            |            |
|  |                                | Saint-Estève                   | 8            |    |                             |                             |  |  |            |            |
|  | Saint-Estève                   | Saint-Estève                   | 8            | 15 |                             |                             |  |  |            |            |
|  | Saint-Estève                   | le 9 mai 1982 à Lézignan       |              | 15 |                             |                             |  |  |            |            |
|  | Pia                            | 14                             |              |    |                             |                             |  |  |            |            |
|  | Pia                            | 14                             | Saint-Estève | 19 |                             |                             |  |  |            |            |
|  | le 25 avril 1982 à Carpentras  |                                | Saint-Estève | 19 |                             |                             |  |  |            |            |
|  |                                | Avignon                        | 12           |    |                             |                             |  |  |            |            |
|  | Avignon                        | Avignon                        | 12           | 33 |                             |                             |  |  |            |            |
|  | Avignon                        |                                |              | 33 |                             |                             |  |  |            |            |
|  | La Réole                       | 3                              |              |    |                             |                             |  |  |            |            |
|  | La Réole                       | 3                              |              |    |                             |                             |  |  |            |            |

### Finale
(mt : -)
Homme du match :
Points marqués :
- XIII Catalan: 5 essais de Delaunay (2), Gresèque, P. Nauroy et Siré ; 2 pénalités de Gayé.
- Saint Estève: 4 pénalités de Costals.

Évolution du score : 
Arbitre : François Auriolle
Spectateurs : 8 504
Recette : 398 500 francs
Composition des équipes :
- XIII Catalan : Bernard Gayé - Jean-Pierre Siré, Guy Delaunay, Serge Pallarès, Patrick Nauroy - Francis Laforgue (o), Ivan Gresèque (m) - Antoine Gonzalès, Guy Arasa, Henri Berneau, Jean-Jacques Cologni, Serge Bret, Guy Laforgue - Gérard Borreil, Alain Guéry - Entraîneur : Yvon Gourbal
- Saint-Estève : Francis Meynard - Pascal Terrats, Roger Palisses, Serge Costals, Michel Alibert - Jacques Jorda (o), Marc Cabaner (m) - Xavier Perez, Éric Ferrer, Dominique Verdière, Jean-Marie Bosc, Jean Poma, Marcel Pillon - Denis Bertran, Serge Perez - Entraîneur : José Calle

## Effectifs des équipes présentes
| XIII catalan       | Guy Arasa Patrick Baco Henri Berneau Gérard Borreil Serge Bret Jean-Jacques Cologni Guy Delaunay Bernard Gayé Antoine Gonzalez Ivan Grésèque (m) Bernard Guasch Alain Guéry Francis Laforgue Guy Laforgue (o) Pierre Montgaillard Patrick Nauroy Serge Pallarès Jean-Pierre Siré Stéphane Téna Jean-Jacques Vila Entraîneur : Yvon Gourbal | Saint-Estève | Michel Alibert Denis Bertran Jean-Marie Bosc Marc Cabaner (m) Serge Costals Éric Ferrer Jacques Jorda (o) Francis Meynard Roger Palisses Serge Perez Xavier Perez Marcel Pillon Roger Pillon Jean Poma Jean-Luc Tène Pascal Terrats Dominique Verdière Entraîneur : José Calle                                                                       |
| Villeneuve-sur-Lot | Lionel Artuso J.-M. Barjou Max Chantal Michel Chantal Chavanel Serge Cuyas Patrice Duluc Philippe Fourquet Labarene Michel Laville Christian Maccali Jean Panno Para Joël Roosebrouck Jean-Bernard Saumitou Daniel Verdès Martial Vrech Charles Zalduendo                                                                                  | Avignon      | Jean-Marc Balleroy (o) Jean Béraudo Hervé Bonet Gilbert Caillol Jean Chabaud Guy Chacon Jean-Paul Dumas Bernard Echampe Alain Frattini Daniel Giacomoni Jacques Guigue Philippe Jean (m) Trevor Priestley Yves Rouqueirol Didier Savonne Entraîneur : Jean Rouqueirol                                                                                |
| Toulouse           | Pierre Ailleres André Pérez | Lézignan     | Richard Alonso Georges Alquier Aussaguel Jean Belles Patrice Bolchakoff Patrick Bord Robert Clottes Christian Darrieumerlou Pierre Delpoux Richard Gélis Pierre Gonzalez Hervé Guiraud (o) Philippe Marty Hugues Ratier Pascal Rouquier Alain Serrano Éric Sisternas Bernard Thiébaud Yves Tisseyre Éric Waligunda Tisseyre Entraîneur : André Fabry |
| Carcassonne        | Guy Alard (m) Adolphe Alésina Gérard Barrau Didier Bernard Victor Buttignol Alphonse Caravaca Jean-François Da Ré Régis Escamillas Joseph Folch Guy Garcia Knight (o) José Moya Marc Palanques Philippe Sokolow Patrick Trinque Entraîneur : Jean Cabrol                                                                                   | Albi         | Jean-Louis Castel Chamayou Durand Étienne Kaminski |
| Villefranche       | Christian Laumond Patrick Wosniak | Avignon      | Frédéric Bissière Paul Richard Rouqueirol Didier Savonne |
| Pamiers            | Patrick Delgal Girardet | Carpentras   | Christian Scicchitano |
| Saint-Gaudens      | Challain Gilles Dumas Philippe Gestas Yves Storer | Le Pontet    | Denis Bergé Thierry Bernabé Marcel Criotier José Giné Paquin Bernard Ragonnet Robert Rubio Thierry Vadon |
| Pia                | Marc Ambert Coteil Henri Daniel Laurent Gomez Sébastien Rodriguez | La Réole     | Mario Covolan |
| Tonneins           | Yannick Mantese Jean-Pierre Trémouille | Cavaillon    | Serge Dauphin |
| Le Barcarès        | Norbert Fourcade | Roanne       | Roland Puech |
| Salon-de-Provence  | Dubelmann | Limoux       | Jean-Pierre Bloy |